# Marzy
Marzy este o comună în departamentul Nièvre din centrul Franței. În 2009 avea o populație de 3.531 de locuitori.

## Evoluția populației
| An        | 1975  | 1982  | 1990  | 1999  | 2006  | 2009  |
| --------- | ----- | ----- | ----- | ----- | ----- | ----- |
| Populație | 2.199 | 2.621 | 3.032 | 3.051 | 3.394 | 3.531 |